# Voo Lion Air 386
O Voo Lion Air 386 (IATA: JT386) foi um voo doméstico, operado pela Lion Air, utilizando um Boeing 737-291, partindo do Aeroporto Internacional Sultão Syarif Kasim II com destino ao Aeroporto Internacional Hang Nadim. Em 14 de janeiro de 2002, a aeronave caiu logo após a decolagem. Todos os 103 ocupantes a bordo, entre passageiros e tripulantes, sobreviveram.